# Klärwerk Rosental

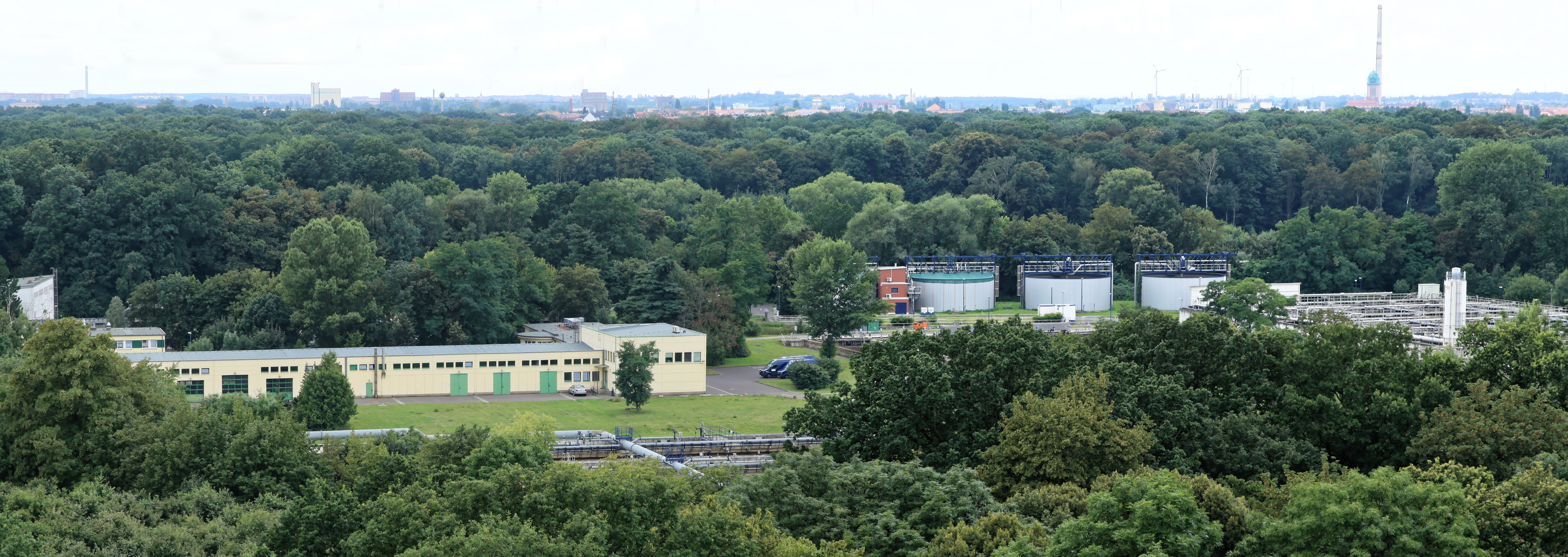
Das Klärwerk Rosental vom Rosentalhügel aus (2016)

Das Klärwerk Rosental ist das Hauptklärwerk der sächsischen Großstadt Leipzig. Es wird betrieben von den Kommunalen Wasserwerken Leipzig GmbH.

## Lage
Das Klärwerk Rosental liegt am nordwestlichen Ende der zum Leipziger Auwald gehörenden Parkanlage Rosental. Sein Gelände belegt eine Fläche von etwa 25 Hektar und wird von der Weißen Elster durchflossen. Mit einer Höhenlage von 103 m ü. NN gehört es zu den am tiefsten liegenden Teilen Leipzigs, sodass das Abwasser das Klärwerk zumeist durch natürliches Gefälle erreicht. Das Klärwerk liegt am Ende eines mehr als 2.800 Kilometer langen Netzes aus Abwasserkanälen, das ihm sowohl das Schmutzwasser aus den Haushalten als auch das Regenwasser der Stadt zuführt; es verarbeitet also Mischwasser.

## Technik
Wegen des Regenanteils im Mischwasser kann es bei Regenereignissen zu starken Schwankungen des Abwasserangebots kommen. Um Überflutungen des Klärwerks zu verhindern, besitzt das Kanalnetz eine sogenannte Kanalnetzsteuerung, die es ermöglicht, Wasser in Teilen des Netzes zwischenzuspeichern und dann nach und nach an das Klärwerk abzugeben.

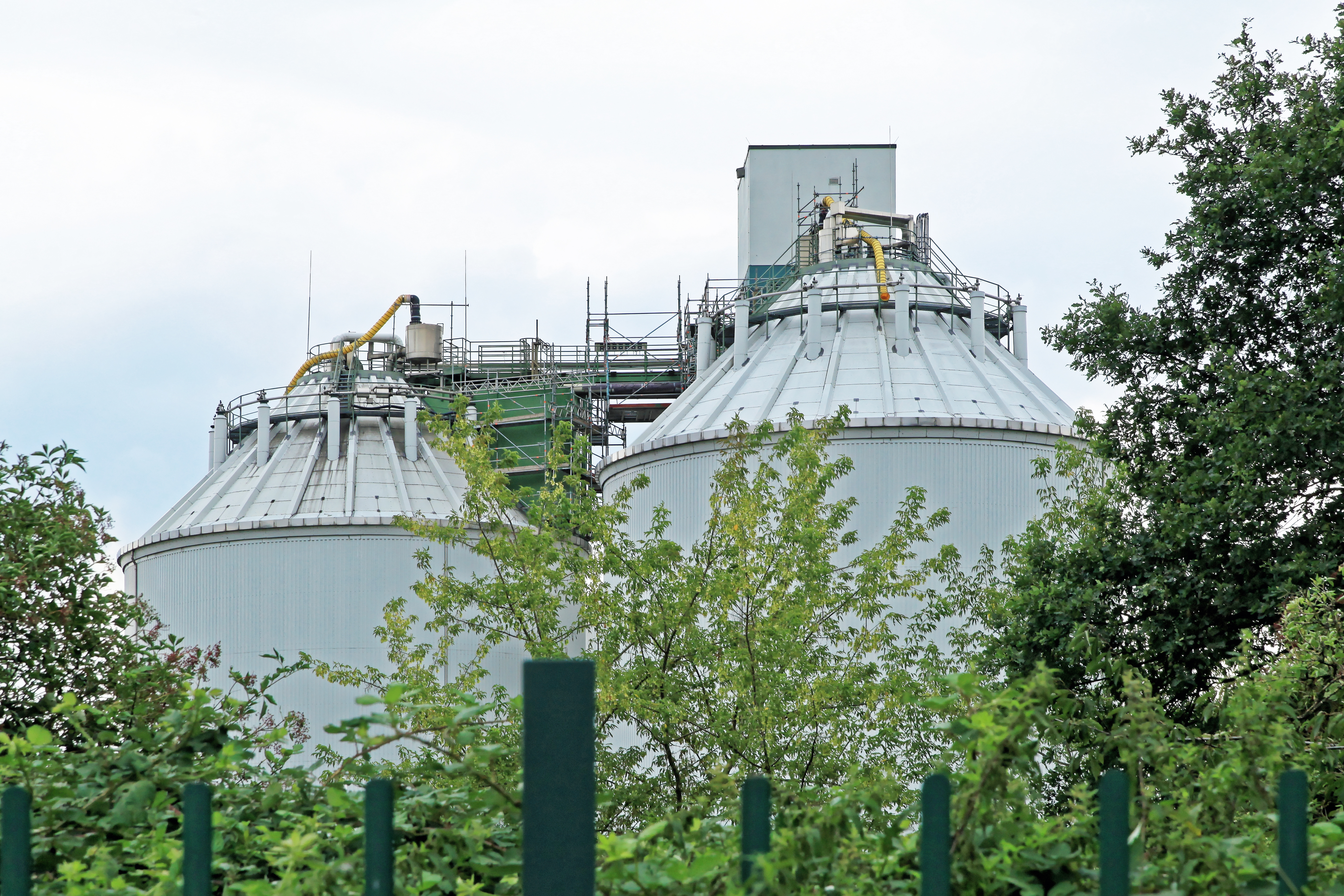
Faultürme

Nach Erreichen des Klärwerks passiert das Wasser zur mechanischen Reinigung Rechenanlage und Sandfang, bevor sich mit sehr geringer Fließgeschwindigkeit in der Vorklärung auch noch die feineren Feststoffe auf dem Grund absetzen.
Nach einer Phosphatfällung durch Zugabe einer Eisen-III-Chlorid-Sulfat-Lösung, wobei das Phosphat ausflockt, entziehen in vier Becken der biologischen Reinigung von insgesamt 97.000 m³ im Durchfluss unter Belüftung Mikroorganismen und Bakterien im Belebtschlamm dem Abwasser Phosphor, Stickstoff und Kohlenstoff für ihren Stoffwechsel. In acht runden Nachklärbecken mit insgesamt 16.992 m² Oberfläche setzt sich der Schlamm in Flocken ab. Das gereinigte Wasser wird nun über eine kurze Leitung in den benachbarten Fluss Neue Luppe entlassen.
Von dem Schlamm wird ein Teil in die biologische Reinigung rückgeführt und der Rest in Faultürmen von Mikroorganismen bei 37 °C zu Methan, Kohlendioxid und Wasser zersetzt. Das Methan liefert in einem Blockheizkraftwerk elektrische und thermische Energie, die für den Betrieb der Kläranlage genutzt wird. Der verbleibende Restschlamm wird
maschinell entwässert und in einer Kompostierungsanlage verarbeitet. Die durchschnittlich pro Tag gereinigte Wassermenge beträgt 110.000 m³.

## Geschichte
1740 entstand in Leipzig ein erstes unterirdisches Kanalsystem, nachdem zuvor das Abwasser außer in Sickergruben in offenen Gräben auf den Straßen abgeflossen war. Eine größere Abwasserkanalisation von 1833 führte das Abwasser ungereinigt in die Leipziger Flüsse. Erst mit dem Bau der Kläranlage am Rosental begann im Jahr 1894 die Abwasserreinigung in Leipzig, die stetig verbessert wurde. Dabei gewann neben der Kapazitätserweiterung zunehmend die Qualität der Reinigung an Bedeutung.

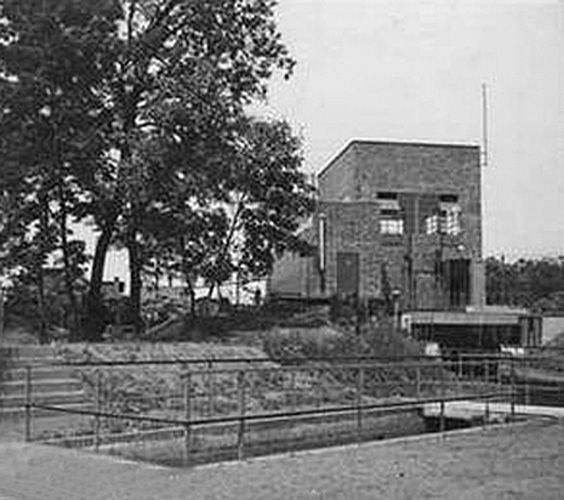
Pumpenhaus um 1925

1978 erfolgte eine grundlegende Modernisierung der Anlage. 2001 wurde mit dem Aufbau der Kanalnetzsteuerung zur Zwischenspeicherung von überschüssigem Mischwasser begonnen, das vorher nach lediglich mechanischer Reinigung in die Flüsse abgeleitet wurde. 2012 wurden diese Arbeiten mit der Fertigstellung des sechsten Steuerbauwerks zu Ende gebracht. Im Jahr 2007 konnte der Ausbau der biologischen Abwasserbehandlung abgeschlossen werden.
Nach dem Anschluss der Kläranlagen Lindenthal und Wahren an das Klärwerk Rosental und des BMW-Werkes als Indirekteinleiter sowie wegen des stetigen Bevölkerungszuwachses der Stadt wurde ab 2017 eine Erweiterung der Behandlungskapazität erforderlich. Durch Ersatz bzw. Neubau der mechanischen Stufe mit Hebewerk, Rechen, Sandfang und Vorklärung sowie Erweiterung bzw. Neubau der biologischen Stufe soll die Ausbaugröße von 550.000 Einwohnerwerten auf 710.000 Einwohnerwerte erweitert werden.

## Weitere Anlagen
Die Kommunalen Wasserwerke Leipzig betreiben neben ihrem Hauptklärwerk im Rosental noch 25 weitere kleinere Kläranlagen, die vor allem das Umland Leipzigs abdecken. Die wichtigsten davon sind jene in Markkleeberg, Markranstädt, Taucha, Wiedemar und Knautnaundorf. Die größte von ihnen in Markkleeberg hat aber nur etwa ein Zwanzigstel der Kapazität des  Rosental-Betriebes.